# Ноблс (округ, Міннесота)
Шаблон:StateAbbr_ 43°40′ пн. ш. 95°46′ зх. д. / 43.67° пн. ш. 95.76° зх. д.
Округ Ноблс (англ. Nobles County) — округ (графство) у штаті Міннесота, США. Ідентифікатор округу 27105.

## Історія
Округ утворений 1857 року.

## Демографія
За даними перепису
2000 року
загальне населення округу становило 20832 осіб, зокрема міського населення було 11095, а сільського — 9737.
Серед мешканців округу чоловіків було 10390, а жінок — 10442. В окрузі було 7939 домогосподарств, 5520 родин, які мешкали в 8465 будинках.
Середній розмір родини становив 3,11.
Віковий розподіл населення поданий у таблиці:
| Стать    | До 15 років | 15-21 | 22-29 | 30-39 | 40-49 | 50-65 | 65-85 | Понад 85 |
| -------- | ----------- | ----- | ----- | ----- | ----- | ----- | ----- | -------- |
| Чоловіки | 2274        | 1148  | 980   | 1418  | 1590  | 1513  | 1290  | 177      |
| Жінки    | 2200        | 984   | 849   | 1294  | 1461  | 1497  | 1717  | 440      |

## Суміжні округи
- Маррей — північ
- Коттонвуд — північний схід
- Джексон — схід
- Оссеола, Айова — південний схід
- Лайон, Айова — південний захід
- Рок — захід

## Виноски
1. ↑  US Decennial Census. US Census Bureau. Архів оригіналу за 26 квітня 2015. Процитовано 24 жовтня 2014.
2. ↑  Historical Census Browser. University of Virginia Library. Архів оригіналу за 11 серпня 2012. Процитовано 24 жовтня 2014.
3. ↑  Population of Counties by Decennial Census: 1900 to 1990. US Census Bureau. Архів оригіналу за 4 серпня 2014. Процитовано 24 жовтня 2014.
4. ↑  Census 2000 PHC-T-4. Ranking Tables for Counties: 1990 and 2000 (PDF). US Census Bureau. Архів оригіналу (PDF) за 18 грудня 2014. Процитовано 24 жовтня 2014.
5. ↑  State & County QuickFacts. Бюро перепису населення США. Архів оригіналу за 7 червня 2011. Процитовано 1 вересня 2013.(англ.) Наведено за англійською вікіпедією.
6. ↑  American FactFinder. Бюро перепису населення США. Архів оригіналу за 26 лютого 2012. Процитовано 31 січня 2008.

| США | Це незавершена стаття з географії США. Ви можете допомогти проєкту, виправивши або дописавши її. |